# CPI Motor Company

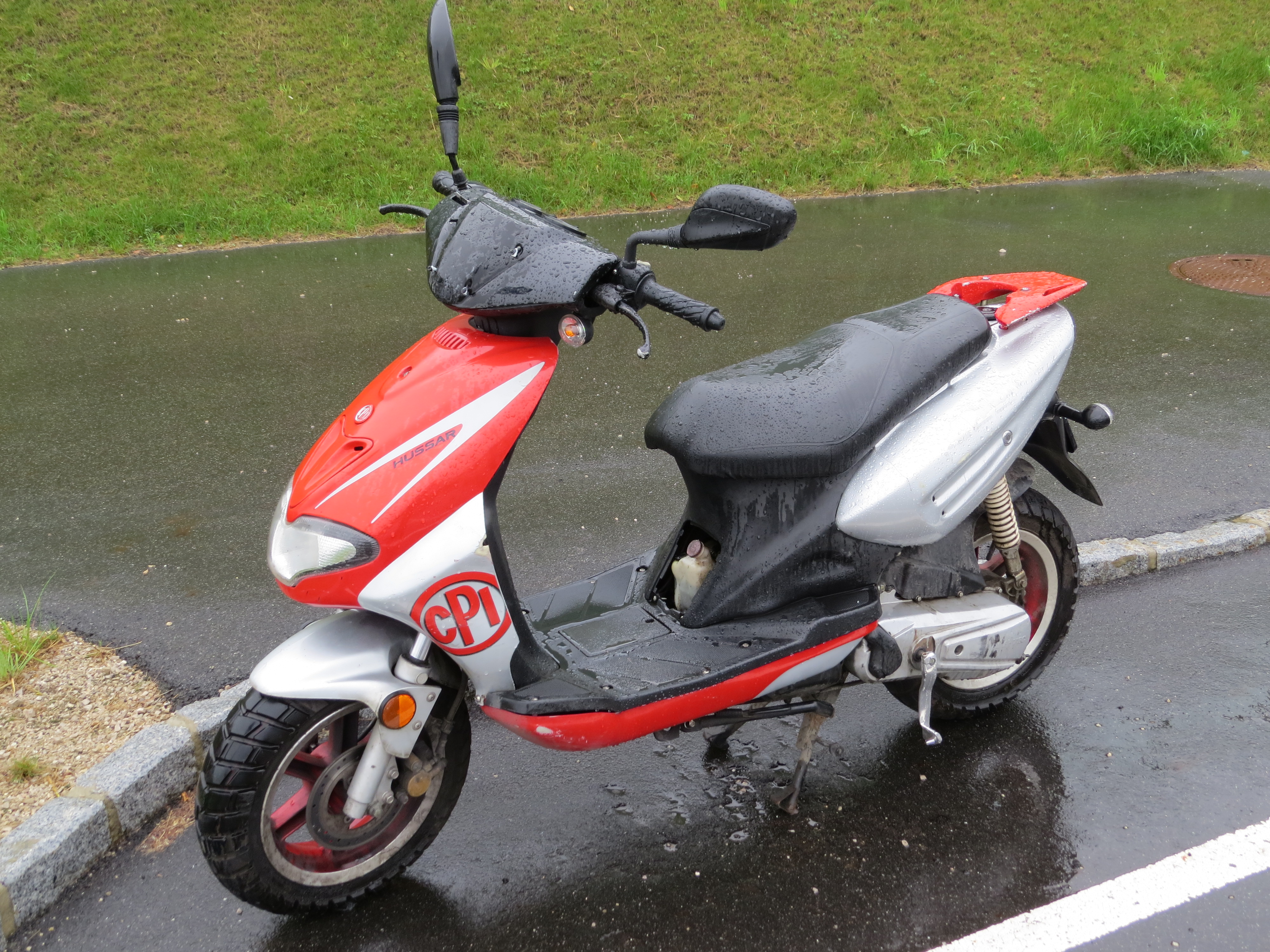
CPI Hussar am Bahnhof Neumarkt an der Ybbs-Karlsbach, Österreich (2017)

CPI (Collaboration Professional Innovation) ist ein taiwanischer Moped- und Quadhersteller.

## Geschichte
Die Firma wurde 1991 gegründet. Sie hat mehrere Produktionsstandorte, die sich über den asiatischen Raum verteilen. Alle CPI Fabriken weltweit sind nach ISO 9001:2000 qualitätszertifiziert. 2002 wurde CPI China gegründet.
Im Juli 2004 übernahm CPI die Firma JAG Powersports und produzierte monatlich 70.000 Fahrzeuge. Damit konnte CPI die Fertigungskapazitäten für Roller und Quads ausbauen. CPI stellte im Jahr 2006 etwa 1.000.000 Fahrzeuge her.
Die Haupt-Absatzmärkte für CPI-Produkte sind Europa, Indonesien, Iran, China, Türkei und USA.

## Konzernstruktur
Die CPI-Gruppe unterhält Fabriken und Vertriebsbüros in Asien, Europa und Nordamerika.

### Standorte mit Produktion
- CPI China, vor allem hier investiert CPI in neue Produktionskapazitäten. In der Volksrepublik China werden monatlich etwa 30.000 Fahrzeuge produziert.[4]
- CPI Indonesia, hier werden monatlich etwa 10.000 Fahrzeuge produziert.[4]
- CPI Taiwan (Sitz der CPI Motor Company), hier werden monatlich etwa 10.000 Fahrzeuge produziert.[4]

### Vertrieb in Deutschland
In Deutschland wurden die Fahrzeuge von CPI von der Jack Fox GmbH & Co KG bis zu deren Auflösung nach Insolvenz Ende April 2010 vertrieben, die sie an den Baumarkt Praktiker und den Otto-Versand weiterverkaufte.

### Vertrieb auf Hawaii
Der Vertrieb auf Hawaii wird seit 2010 von Pacific Mopeds durchgeführt.

## Produkte
Die CPI Motor Company stellt Motorroller, Motorräder und Quads her. Für diese Fahrzeuge stellt CPI auch die Verbrennungsmotoren mit Hubräumen von 50 bis 200 cm³ selbst her und gibt an, mit allen Motoren die EURO2-Abgasnorm zu erfüllen.